# Wang Jingjing
Dans ce nom chinois, le nom de famille, Wang, précède le nom personnel.
Wang Jingjing, née le 13 septembre 1981, est une coureuse cycliste chinoise. Spécialiste du cross-country (VTT), elle est médaillée de bronze au championnat du monde de Fort William (Écosse) en 2007.

## Palmarès

### Championnats du monde
- Fort William 2007
  -  Médaillée de bronze du cross-country

### Coupe du monde
- Coupe du monde de VTT 2007 
  - 10e du classement général de cross-country

### Championnats d'Asie
- Indonésie 2005
  -  Médaillée de bronze du cross-country
- 2006
  -  Médaillée d'argent du cross-country
- Chine 2007
  -  Médaillée de bronze du cross-country

### Autres
- 2006
  - 2e de Hondsrug Classic
  - 2e de Kuinre
  - 3e de Vallnord
- 2007
  - Hardwood Hills
  - 2e de Nalles
  - 3e de Val d'Isère